# Censo argentino de 1947
El Censo General de 1947 en la República Argentina fue un censo argentino realizado entre los días 19 y 21 de abril. Fue hecho bajo la presidencia de Juan Domingo Perón. Es el cuarto censo realizado en Argentina, luego de 33 años desde el censo de 1914.

## Resultados por provincias
A continuación, la tabla de las provincias más pobladas en orden descendente.
| Provincia                                  | Población     |
| ------------------------------------------ | ------------- |
| Buenos Aires                               | (*) 4 273 874 |
| Ciudad de Buenos Aires                     | 2 981 043     |
| Santa Fe                                   | 1 702 975     |
| Córdoba                                    | 1 497 975     |
| Entre Ríos                                 | 787 362       |
| Tucumán                                    | 593 371       |
| Mendoza                                    | 588 231       |
| Corrientes                                 | 525 463       |
| Santiago del Estero                        | 479 473       |
| Chaco                                      | 430 555       |
| Salta                                      | 290 826       |
| San Juan                                   | 261 229       |
| Misiones                                   | 246 396       |
| La Pampa                                   | 169 480       |
| Jujuy                                      | 166 700       |
| San Luis                                   | 165 546       |
| Catamarca                                  | 147 213       |
| Río Negro                                  | 134 350       |
| Formosa                                    | 113 790       |
| La Rioja                                   | 110 746       |
| Chubut                                     | 92 456        |
| Neuquén                                    | 86 936        |
| Santa Cruz                                 | 42 880        |
| Territorio Nacional de la Tierra del Fuego | 5045          |
| Total de población en 1947                 | 15 893 811    |

(*) De los habitantes de Buenos Aires, 1 741 338 le pertenecía al Conglomerado Gran Buenos Aires

### Ciudades con mayor población
Según los resultados de la última encuesta, las ciudades que registran el mayor número de población son las siguientes:
1. Aglomerado Gran Buenos Aires (4 722 381 hab.)
2. Gran Rosario (485 000 hab.)
3. Gran Córdoba (380 000 hab,)
4. Gran La Plata (266 000 hab.)
5. Gran Mendoza (212 000 hab.)

Los cambios en respecto a 1914 fue el 3.º lugar, en el cual el Gran La Plata fue reemplazado por el Gran Córdoba. Otro fue el 5.º lugar, en el cual el Gran San Miguel de Tucumán fue reemplazado por el Gran Mendoza.